# Systella philippensis
Systella philippensis är en insektsart som först beskrevs av Walker, F. 1870.  Systella philippensis ingår i släktet Systella och familjen Trigonopterygidae. Inga underarter finns listade i Catalogue of Life.